# Sân vận động Quốc gia Costa Rica (2011)
Sân vận động Quốc gia Costa Rica (tiếng Tây Ban Nha: Estadio Nacional de Costa Rica) là một sân vận động đa năng trong Công viên đô thị La Sabana, San José, Costa Rica. Đây là đấu trường thể thao và sự kiện hiện đại đầu tiên được xây dựng ở Trung Mỹ. Sân vận động được hoàn thành vào năm 2011 và chính thức mở cửa cho công chúng vào ngày 26 tháng 3 năm đó, với sức chứa 35.175 chỗ ngồi. Sân vận động đã thay thế cho Sân vận động Quốc gia ban đầu, và là sân nhà của đội tuyển bóng đá quốc gia Costa Rica.
Sân có một màn hình độ phân giải cao 160 mét vuông (1.700 sq ft), nằm ở phần phía nam của sân vận động, cùng với màn hình đơn sắc nhỏ hơn và một màn hình đơn sắc khác có cùng kích thước ở phía bắc.
Sân được sử dụng để tổ chức các trận đấu trong Giải vô địch bóng đá nữ U-17 thế giới 2014, bao gồm trận khai mạc, trận tranh hạng ba và chung kết.
Sân sẽ được sử dụng để tổ chức các trận đấu trong Giải vô địch bóng đá nữ U-20 thế giới 2020 với Costa Rica và Panama là chủ nhà, bao gồm trận khai mạc và trận chung kết.

## Kinh phí và xây dựng
Mặc dù chi phí đã được lên kế hoạch lúc đầu khoảng 88 triệu đô la, nhưng sau đó đã được điều chỉnh thành 100 triệu đô la.
Chính phủ Trung Quốc đã tài trợ cho việc xây dựng sân vận động trong toàn bộ, cùng với việc trang bị nội thất và chịu mọi chi phí khác. Việc phá hủy Sân vận động Quốc gia cũ bắt đầu từ ngày 12 tháng 5 năm 2008, sau trận đấu giữa UCR (Universidad de Costa Rica) và Brujas FC và sự kiện 200M nơi Nery Brenes lập kỷ lục quốc gia mới (20:28 giây).
Việc xây dựng sân vận động hình thành một phần của các thỏa thuận được ký kết giữa tổng thống Costa Rica và tổng bí thư Trung Quốc, Óscar Arias và Hồ Cẩm Đào, trong chuyến thăm đầu tiên của Arias tới quốc gia châu Á vào tháng 10 năm 2007 Việc xây dựng bắt đầu vào ngày 12 tháng 3 năm 2009 và hoàn thành vào năm 2011.
Công ty Tập đoàn xây dựng kinh tế nước ngoài An Huy của Trung Quốc đã được giao việc xây dựng sân vận động và đưa 800 lao động Trung Quốc hoàn thành công việc.

## Khánh thành

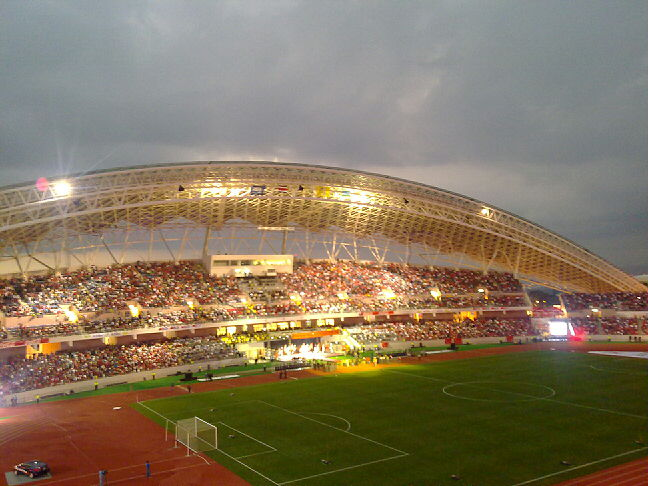
Sân vận động trong lễ khánh thành

Lễ khánh thành được tổ chức vào ngày 26 tháng 3 năm 2011. Các hoạt động thể thao và giải trí trong nước và quốc tế đã diễn ra đến hết ngày 10 tháng 4. Một trang web khánh thành sân vận động chính thức đã được tạo ra, thông báo cho người dân về tất cả các sự kiện khánh thành.
Sự kiện khai mạc chính là trận đấu bóng đá giao hữu giữa Costa Rica và Trung Quốc, kết thúc với tỷ số 2-2, với Álvaro Saborío ghi bàn thắng đầu tiên trên sân vận động.
Trong năm 2011, sân vận động mới là đối tượng của một khoản đầu tư lớn được thực hiện bởi Liên đoàn bóng đá Costa Rica để đưa bóng đá Costa Rica ra thế giới. Để làm điều này, liên đoàn đã tổ chức các trận giao hữu với những đội vô địch World Cup trước đó là Argentina, Brasil và Tây Ban Nha, sau đó là những đội chiến thắng gần đây nhất của giải đấu.

## Giải đấu bóng đá

### Cúp bóng đá Trung Mỹ 2013
Sân vận động Quốc gia đã tổ chức tất cả 14 trận đấu của Cúp bóng đá Trung Mỹ 2013.
| Ngày                | Đội #1      | Kết quả | Đội #2      | Vòng                   | Khán giả |
| ------------------- | ----------- | ------- | ----------- | ---------------------- | -------- |
| 18 tháng 1 năm 2013 | Guatemala   | 1–1     | Nicaragua   | Bảng A (trận khai mạc) | 200      |
| 18 tháng 1 năm 2013 | Honduras    | 1–1     | El Salvador | Bảng B                 | 2.500    |
| 18 tháng 1 năm 2013 | Costa Rica  | 1–0     | Belize      | Bảng A                 | 5.484    |
| 20 tháng 1 năm 2013 | Belize      | 0–0     | Guatemala   | Bảng A                 | 250      |
| 20 tháng 1 năm 2013 | El Salvador | 0–0     | Panama      | Bảng B                 | 250      |
| 20 tháng 1 năm 2013 | Costa Rica  | 2–0     | Nicaragua   | Bảng A                 | 5.980    |
| 22 tháng 1 năm 2013 | Nicaragua   | 1–2     | Belize      | Bảng A                 | 750      |
| 22 tháng 1 năm 2013 | Panama      | 1–1     | Honduras    | Bảng B                 | 3.450    |
| 22 tháng 1 năm 2013 | Costa Rica  | 1–1     | Guatemala   | Bảng A                 | 6.760    |
| 25 tháng 1 năm 2013 | Guatemala   | 1–3     | Panama      | Tranh hạng năm         | 279      |
| 25 tháng 1 năm 2013 | Honduras    | 1–0     | Belize      | Bán kết                | 1.664    |
| 25 tháng 1 năm 2013 | Costa Rica  | 1–0     | El Salvador | Bán kết                | 4.993    |
| 27 tháng 1 năm 2013 | El Salvador | 1–0     | Belize      | Tranh hạng ba          | 1.997    |
| 27 tháng 1 năm 2013 | Costa Rica  | 1–0     | Honduras    | Chung kết              | 14.146   |

### Giải vô địch bóng đá nữ U-17 thế giới 2014
Sân vận động Quốc gia đã tổ chức chín trận đấu của Giải vô địch bóng đá nữ U-17 thế giới 2014. Sân đã tổ chức bốn trận đấu bảng A; bao gồm trận mở màn, một trận đấu bảng C và bảng D, hai trận đấu tứ kết, play-off tranh hạng ba và trận chung kết. Các trận đấu là:
| Ngày                | Đội #1     | Kết quả        | Đội #2      | Vòng                   | Khán giả |
| ------------------- | ---------- | -------------- | ----------- | ---------------------- | -------- |
| 15 tháng 3 năm 2014 | Ý          | 2–0            | Zambia      | Bảng A (trận khai mạc) | 34.453   |
| 15 tháng 3 năm 2014 | Costa Rica | 0–3            | Venezuela   | Bảng A                 | 34.453   |
| 18 tháng 3 năm 2014 | Venezuela  | 4–0            | Zambia      | Bảng A                 | 25.624   |
| 18 tháng 3 năm 2014 | Costa Rica | 0–1            | Ý           | Bảng A                 | 25.624   |
| 23 tháng 3 năm 2014 | Nhật Bản   | 3–0            | New Zealand | Bảng C                 | 5.100    |
| 23 tháng 3 năm 2014 | Nigeria    | 3–0            | México      | Bảng D                 | 5.100    |
| 27 tháng 3 năm 2014 | Venezuela  | 3–2            | Canada      | Tứ kết                 | 1.812    |
| 27 tháng 3 năm 2014 | Ghana      | 2–2 (4–3 p.đ.) | Ý           | Tứ kết                 | 1.812    |
| 4 tháng 4 năm 2014  | Venezuela  | 4–4 (2–0 p.đ.) | Ý           | Tranh hạng ba          | 29.814   |
| 4 tháng 4 năm 2014  | Nhật Bản   | 2–0            | Tây Ban Nha | Chung kết              | 29.814   |

## Buổi hòa nhạc
| Buổi hòa nhạc tại Sân vận động Quốc gia Costa Rica (2011) | Buổi hòa nhạc tại Sân vận động Quốc gia Costa Rica (2011) | Buổi hòa nhạc tại Sân vận động Quốc gia Costa Rica (2011) | Buổi hòa nhạc tại Sân vận động Quốc gia Costa Rica (2011) |
| Ngày                                                      | Nghệ sĩ                                                   | Chuyến lưu diễn                                           | Khán giả                                                  |
| --------------------------------------------------------- | --------------------------------------------------------- | --------------------------------------------------------- | --------------------------------------------------------- |
| 10 tháng 4 năm 2011                                       | Shakira                                                   | The Sun Comes Out World Tour                              | 34.516                                                    |
| 21 tháng 5 năm 2011                                       | Miley Cyrus                                               | Gypsy Heart Tour                                          | 33.451                                                    |
| 12 tháng 9 năm 2011                                       | Red Hot Chili Peppers                                     | I'm with You World Tour                                   | 20.716                                                    |
| 27 tháng 9 năm 2011                                       | Judas Priest và Whitesnake                                | Epitaph World Tour                                        | —                                                         |
| 20 tháng 11 năm 2011                                      | Pearl Jam                                                 | Pearl Jam Twenty Tour                                     | —                                                         |
| 3 tháng 2 năm 2012                                        | Elton John                                                | Greatest Hits Tour                                        | 12.363                                                    |
| 3 tháng 11 năm 2012                                       | Lady Gaga                                                 | Born This Way Ball                                        | 29.014                                                    |
| 22 tháng 10 năm 2013                                      | Black Sabbath                                             | Black Sabbath Reunion Tour                                | —                                                         |
| 1 tháng 5 năm 2014                                        | Paul McCartney                                            | Out There (tour)                                          | 27.001                                                    |
| 20 tháng 8 năm 2016                                       | Laura Pausini                                             | Pausini Stadi Tour 2016                                   | —                                                         |
| 5 tháng 11 năm 2016                                       | Metallica                                                 | WorldWired Tour                                           | 32.934                                                    |
| 26 tháng 11 năm 2016                                      | Guns N' Roses                                             | Not in This Lifetime... Tour                              | 29.560                                                    |
| 24 tháng 4 năm 2017                                       | Justin Bieber                                             | Purpose World Tour                                        | —                                                         |
| 9 tháng 5 năm 2017                                        | Sting                                                     | 57th & 9th Tour                                           | —                                                         |
| 7 tháng 12 năm 2017                                       | Bruno Mars                                                | 24K Magic World Tour                                      | 38.052                                                    |
| 8 tháng 8 năm 2018                                        | Laura Pausini                                             | Fatti Sentire World Tour                                  | —                                                         |
| 24 tháng 11 năm 2018                                      | Roger Waters                                              | Us + Them Tour                                            | 46.500                                                    |

## Sự cố cháy
Trong lễ khai mạc Đại hội Thể thao Trung Mỹ 2013, một đám cháy đã bùng phát tại sân vận động vì một quả pháo hoa đi lạc đâm vào phần phía tây của sân vận động. Vụ hỏa hoạn đã làm hỏng một số thiết bị chiếu sáng nhưng sân vận động vẫn được sử dụng cho Đại hội Thể thao.